# Coper (kommun)
Coper är en kommun i Colombia.   Den ligger i departementet Boyacá, i den centrala delen av landet, 90 km norr om huvudstaden Bogotá. Antalet invånare är 4 201.